# Moviment dels Joves Socialistes (Valònia)
El Moviment dels Joves Socialistes (MJS) (en francès: Mouvement des Jeunes Socialistes) és una organització juvenil del Partit Socialista de la comunitat francesa de Bèlgica, des de 1964, quan l'antiga organització del PS, la jove guàrdia socialista, va abandonar el partit per unir-se en 1971 a la Lliga Revolucionària dels Treballadors (IV Internacional).

## Objecte social estatutari
Aquesta associació té com a objectiu participar en la formació política dels joves per contribuir a crear ciutadanes i ciutadans crítics, responsables i solidaris, que per a la seva acció, fan possible la creació d'una societat més justa. L'associació constitueix l'organització política de la joventut socialista entre la comunitat francesa de Bèlgica, i representa als joves simpatitzants del partit socialista.

## Representants oficials
- President i representant en el Comitè del PS (en la Regió de Brussel·les-Capital): Tomé Andrade
- Tresorer: Geoffrey Dieudonné
- Secretari: Nicolas Bau
- Representant en el Comitè del PS (en la Regió de Valònia): Isabelle Minsier
- Representant en el Comitè permanent de les federacions socialistes valones: Nancy Cardron
- Encarregat de les relacions amb les federacions i seccions: Catherine Dieu
- Encarregat de les relacions internacionals i europees: Brian Booth